# Addison (Maine)
Addison ist eine Town im Washington County des Bundesstaates Maine in den Vereinigten Staaten. Im Jahr 2020 lebten dort 1148 Einwohner in 749 Haushalten auf einer Fläche von 260,22 km².

## Geographie
Nach dem United States Census Bureau hat Addison eine Gesamtfläche von 260,22 km², von der 109,92 km² Land sind und 150,30 km² aus Gewässern bestehen.

### Geographische Lage
Addison liegt im Südwesten des Washington Countys, am Atlantischen Ozean. Zum Gebiet der Town gehören auch einige Inseln. Die bekanntesten sind: Big Nash Island, Crowley Island, Doyle Island, Drisko Island, Lower Birch Island, Norton Island und Upper Birch Island. Die östliche Grenze des Gebietes wird durch den Indian River gebildet. Im Westen des Gebietes befindet sich die Mündung des Pleasant Rivers in den Atlantischen Ozean und der Zusammenfluss des Pleasant Rivers mit seinem Westarm. An der Stelle befindet sich das Village Addison. Es gibt keine größeren Seen auf dem Gebiet, es ist zudem eben, ohne größere Erhebungen.

### Nachbargemeinden
Alle Entfernungen sind als Luftlinien zwischen den offiziellen Koordinaten der Orte aus der Volkszählung 2010 angegeben.
- Norden: Columbia Falls, 20,6 km
- Nordosten: Jonesboro, 19,0 km
- Osten: Jonesport, 18,6 km
- Südosten: Beals, 11,2 km
- Westen: Harrington, 7,5 km
- Nordwesten: Columbia, 19,4 km

### Stadtgliederung
In Addison gibt es mehrere Siedlungsgebiete: Addison, Addison Point, Basin, Bryant Corners, Cape Split, Dalotville, Indian River, Seaside, South Addison, Tracy Corners und Westcogus.

### Klima
Die mittlere Durchschnittstemperatur in Addison liegt zwischen −7,8 °C (18 °F) im Januar und 18,3 °C (65 °F) im Juli. Damit ist der Ort gegenüber dem langjährigen Mittel der USA um etwa 9 Grad kühler. Die Schneefälle zwischen Oktober und Mai liegen mit bis zu zweieinhalb Metern mehr als doppelt so hoch wie die mittlere Schneehöhe in den USA; die tägliche Sonnenscheindauer liegt am unteren Rand des Wertespektrums der USA.

## Geschichte
Die Addison wurde am 14. Februar 1797 als Town organisiert. Zuvor lautete die Bezeichnung Township No. 6 East of Union River, Livermore Survey (T6 EUR LS), aber auch als Englishman River oder Pleasant River und als Plantation No. 6 West of Machias wurde das Gebiet bezeichnet. Benannt wurde die Town nach dem englischen Schriftsteller des 18. Jahrhunderts Joseph Addison.

### Einwohnerentwicklung
| Volkszählungsergebnisse – Town of Addison, Maine | Volkszählungsergebnisse – Town of Addison, Maine | Volkszählungsergebnisse – Town of Addison, Maine | Volkszählungsergebnisse – Town of Addison, Maine | Volkszählungsergebnisse – Town of Addison, Maine | Volkszählungsergebnisse – Town of Addison, Maine | Volkszählungsergebnisse – Town of Addison, Maine | Volkszählungsergebnisse – Town of Addison, Maine | Volkszählungsergebnisse – Town of Addison, Maine | Volkszählungsergebnisse – Town of Addison, Maine | Volkszählungsergebnisse – Town of Addison, Maine |
| Jahr                                             | 1800                                             | 1810                                             | 1820                                             | 1830                                             | 1840                                             | 1850                                             | 1860                                             | 1870                                             | 1880                                             | 1890                                             |
| ------------------------------------------------ | ------------------------------------------------ | ------------------------------------------------ | ------------------------------------------------ | ------------------------------------------------ | ------------------------------------------------ | ------------------------------------------------ | ------------------------------------------------ | ------------------------------------------------ | ------------------------------------------------ | ------------------------------------------------ |
| Einwohner                                        | 315                                              | 399                                              | 519                                              | 741                                              | 1053                                             | 1152                                             | 1272                                             | 1201                                             | 1238                                             | 1022                                             |
| Jahr                                             | 1900                                             | 1910                                             | 1920                                             | 1930                                             | 1940                                             | 1950                                             | 1960                                             | 1970                                             | 1980                                             | 1990                                             |
| Einwohner                                        | 1059                                             | 985                                              | 838                                              | 867                                              | 805                                              | 846                                              | 744                                              | 773                                              | 1061                                             | 1114                                             |
| Jahr                                             | 2000                                             | 2010                                             | 2020                                             | 2030                                             | 2040                                             | 2050                                             | 2060                                             | 2070                                             | 2080                                             | 2090                                             |
| Einwohner                                        | 1209                                             | 1266                                             | 1148                                             |                                                  |                                                  |                                                  |                                                  |                                                  |                                                  |                                                  |

## Kultur und Sehenswürdigkeiten

### Bauwerke
In Addison wurden mehrere Bauwerke unter Denkmalschutz gestellt und ins National Register of Historic Places aufgenommen.
- Indian River Baptist Church, 1988 unter der Register-Nr. 88000893.[9]
- Capt. John Plummer House, 2009 unter der Register-Nr. 08001358.[10]
- Union Evangelical Church, 1996 unter der Register-Nr. 96000654.[11]

### Parks
Zwei Naturschutzgebiete werden von der Naturschutzorganisation The Nature Conservancy verwaltet. Die zehn Hektar von East Plummer Island sind dicht bewaldet und sind Heimat von Weißkopfseeadlern. Der Fachbereich für Binnenfischerei und Wildtiere schließt sie im Frühsommer zum Nisten. Zu den weiteren Erholungsmöglichkeiten in Maine zählen Wanderwege, Strände, Inseln und Parks.

## Wirtschaft und Infrastruktur

### Verkehr
Die Maine Street 187 verläuft in nordsüdlicher Richtung durch die Town und verbindet sie im Norden mit dem U.S. Highway 1 der entlang der Küstenlienie verläuft.

### Öffentliche Einrichtungen
Es gibt keine medizinischen Einrichtungen in Addison. Die nächstgelegenen befinden sich in Machias.
In Addison gibt es keine eigene Bücherei, die nächstgelegene befindet sich in Harrington.

### Bildung
Addison gehört mit Columbia, Columbia Falls, Harrington und Milbridge zum MSAD #37.
Im Schulbezirk werden folgende Schulen angeboten:
- D.W. Merritt Elementary in Addison, mit Schulklassen von Pre-K bis zum 6. Schuljahr
- Harrington Elementary in Harrington, mit Schulklassen von Pre-K bis zum 6. Schuljahr
- Milbridge Elementary in Milbridge, mit Schulklassen von Pre-K bis zum 6. Schuljahr
- Narraguagus Jr/Sr High School in Harrington vom 7. bis 12. Schuljahr

## Persönlichkeiten

### Söhne und Töchter der Stadt
- Henry Plummer (1832–1864), US-amerikanischer Goldsucher, Stadtmarschall, Sheriff, Gesetzloser und Postkutschen-Räuber